# Super Socket 7
Super Socket 7 (також відомий, як Super 7) — роз'єм для мікропроцесорів, є розширенням специфікації розніму Socket 7. Використовував для під'єднання процесорів AMD K6-2 та K6-III, а також деяких пізніх моделей Cyrix M-II. Має зворотну сумісність з рознімом Socket 7, тож процесори для розніму Socket 7 можна під'єднувати до розніму Super Socket 7, однак, при під'єднанні процесорів для Super Socket 7 до розніму Socket 7, передача даних відбувається на менших швидкостях.

## Технології
Мав шину частотою 100 MHz, підтримував спеціалізовану системну шину для відеокарт AGP. Процесори для даного розніму містили кеш-пам'ять другого рівня безпосередньо на процесорів.